# لو بروكس
لو بروكس (بالإنجليزية: Lou Brooks)‏ هو رسام كارتون أمريكي، ولد في 1944 في بلدة أبينغتون ‏ في الولايات المتحدة.